# Parco di Centocelle
Parco di Centocelle – stacja na linii C metra rzymskiego. 
Znajduje się przy via Casilina, tuż po skrzyżowaniu z viale Palmiro Togliatti (strona zachodnia).
Jest to ostatnia stacja linii C, która została wybudowana tuż przy linii kolejowej Rzym – Giardinetti, przy przystanku Togliatti, tworząc w ten sposób węzeł przesiadkowy między via Casilina i viale Palmiro Togliatti.
Obsługuje zarówno dzielnicę Alessandrino, jak i dzielnicę Prenestino-Centocelle, a do momentu rozpoczęcia eksploatacji odcinka do stacji Lodi (29 czerwca 2015 r.) była stacją końcową.

## Historia
Budowa wystartowała w lipcu 2007 r. Jest to jedyna stacja w siódmej gminie Rzymu, która ma atrium na poziomie powierzchni. Pomimo nazwy, stacja nie znajduje się dokładnie naprzeciwko parku o tej samej nazwie. Stacja została otwarta 9 listopada 2014.